# Antimüllerseganghormoon
Antimüllerseganghormoon (AMH; in het Engels ook wel Müllerian-inhibiting hormone, MIH) is een proteïne met als primaire functie de degeneratie van de gangen van Müller in mannelijke embryo's tijdens de ontwikkeling van de primaire geslachtsorganen. De gangen van Müller zijn de gangen in het embryo die zich bij een vrouwelijke embryo ontwikkelen tot de eileiders, baarmoeder, baarmoederhals (cervix) en het bovenste deel van de vagina. AMH wordt tijdens de embryonale ontwikkeling geproduceerd door de sertolicellen. AMH wordt bij mensen gecodeerd door het AMH-gen.
Het meten van AMH in bloed is een diagnostisch middel om het aantal eicellen van een vrouw te voorspellen. Met de leeftijd neemt het aantal eicellen af. Deze afname kan worden afgelezen aan de hand van de concentratie van AMH in het bloed.
In Nederland kan de AMH-waarde in diverse laboratoria worden bepaald. Het onderzoek behoort in Nederland nog niet tot de standaard vruchtbaarheidsonderzoeken, in tegenstelling tot de praktijk in bijvoorbeeld de VS en Duitsland.